# Antonio Zancanaro
Antonio Zancanaro (Padova, 8 aprile 1906 – Padova, 3 giugno 1985) è stato un hockeista su pista, pittore e incisore italiano.

## Sport
Giocò da giovanissimo col fratello Cesare nella squadra dell'Hockey Club Patavium, ed era sempre definito dalla stampa sportiva come Zancanaro II essendo il fratello più giovane.
Disputò con la squadra padovana i campionati italiani dal 1925 al 1930, anno in cui il sodalizio giallonero venne definitivamente sciolto. Non è mai stato convocato in nazionale.

## Biografia
Iniziò a dipingere da autodidatta nel 1932. Si formò soprattutto a Firenze, in contatto con Ottone Rosai, e a Milano, dove frequentò Ernesto Treccani, Renato Guttuso e altri esponenti dell'ambiente culturale antifascista. Viaggiò molto all'estero, specialmente durante il regime, e fu sempre iscritto al Partito Comunista.

## Opere
La sua produzione si mosse soprattutto nell'ambito del realismo, con cicli pittorici raffiguranti le realtà sociali più umili sia del nord che del sud Italia. Particolarmente nota fu la serie del Gibbo, personaggio surreale e ferocemente caricaturale ispirato a Mussolini.
A Capo d'Orlando la pinacoteca comunale è stata a lui intitolata e internamente un'intera sala contiene le sue opere.